# 1967 في كندا
فيما يلي قوائم الأحداث التي وقعت خلال عام 1967 في كندا.

## سياسة

### تعيين في المنصب
- 4 أبريل – بيير ترودو وزير العدل [الإنجليزية]‏.

## رياضة
- 27 أغسطس – جائزة كندا الكبرى 1967 الفائز جاك برابهام.

## مواليد

### يناير
- 1 يناير – ستيف مكنيفين فنان قصص مصورة كندي.

### مايو
- 21 مايو – كريس بنوا مصارع محترف كندي.

### يونيو
- 28 يونيو – جيل بيلوز ممثل كندي.

### يوليو
- 1 يوليو – باميلا أندرسون

### أغسطس
- 21 أغسطس – كاري-آن موس

### سبتمبر
- 19 سبتمبر – ستيفان كريت ممثل كندي.

### أكتوبر
- 3 أكتوبر – دينيس فيلنوف
- 9 أكتوبر – كارلينج باسيت-سيجوسو لاعبة كرة مضرب كندية.

## وفيات

### أبريل
- 28 أبريل – جاك سميث (مواليد 1901) سياسي كندي.